# Axl Rose
W. Axl Rose (n. 6 februarie 1962, Lafayette, Indiana, SUA) este un cântăreț, compozitor și muzician american. Este solistul trupei de hard rock Guns N' Roses, o poziție pe care a avut-o de la înființarea acesteia în 1985. Datorită vocii sale puternice și variate, cât și performanțelor live pline de energie, Rose a fost numit unul dintre cei mai mari cântăreți din toate timpurile de diverse reviste muzicale, printre care Rolling Stone și NME.
Născut și crescut în Lafayette, Indiana, Rose s-a mutat la Los Angeles la începutul anilor '80, unde a devenit activ pe scena hard rock locală și s-a alăturat mai multor trupe, incluzând Hollywood Rose și L.A. Guns. În 1985 a co-fondat Guns N' Roses, cu care a avut mare succes și recunoaștere la sfârșitul anilor '80 și începutul anilor '90. Primul lor album, Appetite for Destruction (1987), a vândut peste 30 de milioane de copii în toată lumea și este cel mai bine vândut album de debut din toate timpurile în SUA cu 18 milioane de unități vândute. Următoarele, albumele gemene Use Your Illusion I și Use Your Illusion II (1991), au fost de asemenea în mare parte de succes; au debutat respectiv pe locul 2 și locul 1 în Billboard 200 și au vândut în total 35 de milioane de copii în toată lumea.

## Copilăria
Rose s-a născut cu numele de William Bruce Rose, Jr. în Lafayette, Indiana, cel mai mare copil al lui Sharon E. (n. Lintner), atunci în vârstă de 16 ani, și Willian Bruce Rose, atunci în vârstă de 20 de ani. Când Rose avea doi ani, tatăl său a abandonat familia. Mama sa s-a recăsătorit cu Stephen L. Bailey, iar numele lui Rose s-a schimbat în William Bruce Bailey. Avea doi frați mai mici: o soră, Amy, și un frate vitreg, Stuart. Până la 17 ani, Rose credea că Bailey este tatăl său adevărat. Adult fiind, nu și-a întâlnit niciodată tatăl biologic; William Rose, Sr. a fost găsit mort în Illinois în 1984.
Familia Bailey era foarte religioasă; alături de aceasta, Rose urma biserica penticostală, unde era necesar să participe la slujbe de la trei până la opt ori pe săptămână și chiar să urmeze școala duminicală. Rose și-a descris ulterior educația ca fiind insuportabilă, declarând „Într-o săptămână am avut televizor, apoi tatăl meu vitreg l-a aruncat pentru că era satanic. Nu aveam voie să ascult muzică. Femeile erau un păcat. Totul era un păcat”. În 1992, după ce a trecut printr-o terapie regresivă, Rose a declarat că are amintiri fiind abuzat sexual de tatăl biologic la vârsta de doi ani. Totodată a recunoscut că tatăl vitreg a abuzat fizic de el și de frații săi, în timp ce de mătușa lui Rose a abuzat sexual. Rose a găsit alinare în muzică de la o vârstă fragedă. A cântat în corul bisericii de la cinci ani, și participa la slujbe alături de fratele și sora sa sub numele de Bailey Trio. La Jefferson High School⁠(d), s-a alăturat corului școlii și a studiat pianul. Fiind unul dintre baritoni, Rose a început să-și dezvolte diferite tonalități ale vocii în timpul repetițiilor alături de cor pentru a-și deruta profesorul. În cele din urmă a creat o formație alături de prietenii săi, printre care se afla și Jeff Isbell, cunoscut ulterior ca Izzy Stradlin⁠(d).
La 17 ani, găsind niște acte în casa părinților, Rose află de existența tatălui său biologic și își readoptă neoficial numele de botez. Totuși, păstrează doar W. Rose, pentru că nu dorea să aibă același prenume cu tatăl său biologic. Se implica atât de mult în una dintre formații, Axl, încât prietenii i-au sugerat să-și pună porecla Axl Rose. (Câțiva ani mai târziu, înainte de a semna cu Geffen Records, în martie 1986, și-a schimbat în mod legal numele în W. Axl Rose.) În urma descoperirii adevăratelor sale origini, Rose a devenit un delincvent juvenil în Lafayette; a fost arestat de peste 20 de ori în urma acuzațiilor de intoxicare și implicare în lupte de stradă, stând trei luni în închisoare. Un psihiatru, care a observat IQ-ul ridicat al lui Rose, a ajuns la concluzia că purtarea lui se datora psihozei. După ce autoritățile din Lafayette l-au amenințat că îl vor eticheta drept criminal, Rose s-a mutat în Los Angeles, California în decembrie 1982.

## Carieră

### 1983–1986: Începutul carierei
La scurt timp după sosirea în Los Angeles, Rose s-a alăturat trupei Rapidfire, alături de care a înregistrat un disc demonstrativ de patru piese în mai 1983. După dezbinarea grupului, s-a alăturat formației L.A. Guns, înainte de a forma Hollywood Rose cu prietenul său din copilărie, Izzy Stradlin⁠(d), care s-a mutat de asemenea în Los Angeles în 1980. În ianuarie 1984, trupa a înregistrat un demo de cinci piese printre care „Anything Goes”, „Rocker”, „Shadow of Your Love” și „Reckless Life”, lansate în 2004 în compilația The Roots of Guns N' Roses⁠(d). Încercând să creeze un impact pe scena muzicală de la Hollywood, Rose a avut parte de o mulțime de slujbe, printre care și poziția de manager de noapte la sediul Tower Records⁠(d) de pe Sunset Boulevard. Rose și Stradlin au fumat chiar și țigări pentru un studiu științific la UCLA, fiind plătiți cu 8 dolari pe oră.
În martie 1985, Rose și fostul său coleg de trupă Tracii Guns⁠(d) au format Guns N' Roses, unind cele două formații din care făceau parte, Hollywood Rose și L.A. Guns. În iunie, după mai multe schimbări în alcătuirea trupei, aceasta era compusă din Rose, chitariștii Slash și Izzy Stradlin, basistul Duff McKagan și toboșarul Steven Adler⁠(d). Aceștia au debutat în The Troubadour⁠(d) din Hollywood, urmând să cânte în mai multe cluburi din Los Angeles și să își creeze un număr mare de fani. Formația a atras atenția mai multor case de discuri importante, înainte de a semna cu Geffen Records în martie 1986. În următoarea lună decembrie, au lansat EP-ul Live ?!*@ Like a Suicide⁠(d) de patru piese, alături de casa de discuri UZI Suicide, o diviziune a Geffen Records.

### 1987–1993: Succesul internațional
În iulie 1987, Guns N' Roses au lansat albumul de debut Appetite for Destruction. Cu toate că materialul a fost lăudat de criticii muzicali, a avut parte de un start comercial slab, vânzându-se numai 500.000 de copii în primul an de la lansare. Totuși, datorită turneelor neîncetate și succesul uriaș al piesei „Sweet Child o' Mine” - tributul lui Rose adus prietenei sale din acea perioada, Erin Everly - albumul s-a ridicat până pe prima poziție a clasamentului american în august 1988, și din nou în februarie 1989. Până în momentul de față, Appetite for Destruction s-a vândut în 28 de milioane de copii în toată lumea, dintre care 18 milioane în Statele Unite, devenind cel mai bine vândut album de debut din toate timpurile în SUA.
În timpul participării formației la festivalul Monsters of Rock⁠(d) din Castle Donington⁠(d), Anglia în august 1988, doi fani au murit striviți în timp ce mulțimea de 107.000 de oameni a început să danseze pe melodia „It's So Easy⁠(d)”. Rose a oprit spectacolul pentru câteva ori pentru a calma audiența. Din acel moment, a deveni cunoscut pentru că se adresa personal fanilor disruptivi și oferea instrucțiuni personalului de securitate al scenei, uneori chiar oprind concertele pentru a rezolva problemele din mulțime. În 1992, Rose a declarat că „Majoritatea interpreților ar merge la una din persoanele ce se ocupă de securitate și ar rezolva totul în liniște. Eu mă confrunt cu persoana respectivă, întrerup cântecul: «Știi ceva: Ți-ai irosit banii, trebuie să pleci.»” Datorită incidentelor de la Monster of Rock, festivalul a fost anulat pentru anul următor.
În noiembrie 1988, Guns N' Roses au lansat albumul G N' R Lies, care s-a vândut în peste cinci milioane de copii numai în SUA. Formația - și Rose în particular - au fost acuzați că promovează atitudini rasiste și homofobe cu piesa „One in a Million”, în care Rose îi avertizează pe „negrii” (niggers) să „miște din calea mea” și i-a acuzat pe „homosexuali” (faggots) că „răspândesc boli”. În timpul acestei controverse, Rose și-a apărat modul de exprimare spunând că „acesta este un cuvânt cu care descriu pe cineva care e o pacoste, o problemă pentru mine. Cuvântul nigger nu se referă neapărat la o persoană de culoare”. Totuși, în 1992, a recunoscut că a folosit cuvântul ca insultă pentru persoanele negre, declarând că „Eram exasperat de unii negri care au încercat să mă jefuiască. Am dorit să îi insult în particular pe aceștia. Nu am vrut să încurajez rasismul”. Ca răspuns împotriva acuzațiilor de hemofobie, Rose a declarat că se consideră a fi „pro-heterosexual”, dând vina pe „experiențele neplăcute” cu homosexuali, printre care o tentativă de viol în timpul adolescenței și molestarea făcută de către tatăl său. Controversa a dus la eliminarea formației Guns N' Roses de pe lista spectacolelor de combatere SIDA din New York, organizate de Gay Men's Health Crisis⁠(d).
După succesul avut de Appetite for Destrucion și G N' R Lies, Rose a fost numit unul dintre cei mai remarcabili lideri de trupă. În momentul în care a apărut singur pe coperta revistei Rolling Stone în august 1989, a devenit atât de cunoscut încât influenta revistă muzicală a acceptat cererea sa de a fi intervievat și de a fi pozat de doi dintre prietenii săi, scriitorul Del James⁠(d) și fotograful Robert John. Reporterul MTV, Kurt Loder⁠(d), l-a descris pe Rose ca „probabil cel mai plăcut cântăreț de muzică hard rock din acest moment, și cu siguranță cel mai carismatic.”
La începutul anilor 1990, Guns N' Roses s-au întors în studio pentru a începe înregistrările la continuarea albumului Appetite for Destruction. Înregistrările s-au dovedit inițial neproductive datorită problemelor cu drogurile ale lui Steven Adler, care l-au făcut incapabil de a participa la sesiunile de înregistrare și a dus la amânarea acestora pentru câteva zile. Adler a fost dat afară din trupă în următoarea lună iulie și înlocuit de Matt Sorum⁠(d) din formația The Cult. Clăparul Dizzy Reed⁠(d) s-a alăturat și el în același an, la insistențele lui Rose. Sorum și Reed au debutat alături de Guns N' Roses la Rock in Rio 2⁠(d) în ianuarie 1991. Grupul l-a angajat ca manager pe Alan Niven în luna mai a aceluiași an; se pare că Rose a cerut concedierea lui Niven împotriva voinței colegilor de trupă, refuzând să încheie înregistrările pentru album până când Niven nu va fi plecat. Acesta a fost înlocuit în cele din urmă de Doug Goldstein.
În mai 1991, fără un album pe care să îl promoveze, formația a pornit în turneul Use Your Illusion⁠(d), cunoscut datorită succesului financiar și al incidentelor controversate din timpul spectacolelor, printre care întârzierile sau chiar revoltele. Rose a fost criticat pentru întârzierile sale la concerte, uneori trecând chiar ore peste programul stabilit. În iulie 1991, timp de nouăzeci de minute în timpul concertului de la Riverport Amphitheater⁠(d) de lângă St. Louis, Rose a pătruns în mulțime pentru a confisca o cameră de filmat. După ce a fost împins înapoi pe scenă, a anunțat „Mulțumesc securității de doi bani, eu merg acasă!” și a plecat; a urmat o revoltă la care au participat 2500 de fani, rezultând pagube estimate la 200.000 de dolari.
În septembrie 1991, cu destul material pentru a crea două albume, Guns N' Roses au lansat Use Your Illusion I⁠(d) și Use Your Illusion II⁠(d), care au debutat pe poziția a doua, respectiv prima în clasamentul american, performanță pe care nu a mai obținută niciun grup. Totuși, în momentul lansării, relațiile lui Rose cu colegii de trupă au devenit tensionate. Prietenul său din copilărie, Izzy Stradlin, a părăsit pe neașteptate grupul în noiembrie 1991; a fost înlocuit de Gilby Clarke⁠(d) de la Kill For Thrills⁠(d). Despre motivul plecării, Stradlin a declarat: „Nu mi-au plăcut complicațiile care deveniseră parte din viața cotidiană a Guns N' Roses”, dând drept exemplu revolta și întârzierile lui Rose. În anumite momente ale turneului, Rose a cerut și a reușit să primească de la Slash și Duff McKagan dreptul de autor pentru numele formației Guns N' Roses; se pare că Rose a emis un ultimatum - trebuiau să semneze în favoarea lui sau acesta renunța să mai cânte.

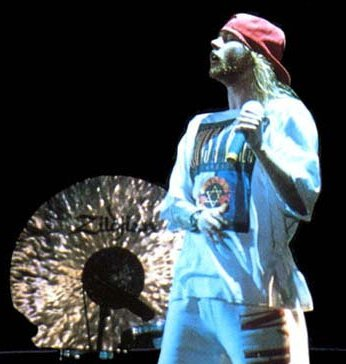
Rose în concert în Tel Aviv, Israel în 1993

Altă revolta a avut loc în august 1992 la Stadionul Olimpic din Montreal, în timpul turneului⁠(d) alături de Metallica. Concertul formației Metallica a fost întrerupt de îndată ce cântărețul și chitaristul James Hetfield a suferit arsuri de gradul al doilea într-un accident pirotehnic. Cu toate acestea, Guns N' Roses nu au putut urca pe scenă, deoarece Rose a întârziat din nou. La cincizeci și cinci de minute de la începerea spectacolului, Rose a acuzat de probleme de voce; apoi s-a adresat publicului: „Vă mulțumesc, banii voștri vor fi returnați” și a părăsit scena. În continuare a izbucnit o revoltă ce a creat pagubele estimate la 400.000 de dolari. În luna noiembrie a aceluiași an, Rose a fost condamnat pentru pagubă materială și violență în legătură cu Revolta de la Riverport; a fost amendat cu 50.000 de dolari și pus în libertate condițională. În plus, celor de la Guns N' Roses li s-a interzis pentru totdeauna accesul în St. Louis.
Guns N' Roses au avut ultimul spectacol din turneul Use Your Illusion pe 17 iulie 1993 la Stadionul River Plate din Buenos Aires; acesta s-a dovedit a fi ultimul concert live al lui Rose, alături de formație, pentru următorii șapte ani și jumătate. În următoarea lună august, Rose a susținut împotriva lui Steven Adler, care a depus plângere cum că a fost concediat pe nedrept. Când juriul a luat hotărârea împotriva lui Rose, acesta a fost de acord să plătească 2.500.000 de dolari și 15% din tot ce a înregistrat Alder înainte de despărțire. În luna noiembrie, Guns N' Roses au lansat The Spaghetti Incident⁠(d), un album de preluări cu un număr mare de piese punk, care s-a dovedit mai puțin reușit decât albumele anterioare. Fără să știe colegii săi de trupă, Rose a inclus o piesă ascunsă, „Look at Your Game, Girl⁠(d)”, compusă de criminalul condamnat Charles Manson, având intenția să îi transmită astfel un mesaj personal fostei sale iubite, Stephanie Seymour⁠(d). A urmat o controversă, iar formația a fost obligată să doneze orice drept de autor către fiul uneia din victimele lui Manson.

### 1994–2000: Pauza
Fără nicio explicație sau consultare cu membrii trupei, Rose nu a mai reînnoit contractul lui Gilby Clarke cu formația în iunie 1994, susținând că Clarke era doar un „ajutor tocmit”. Tensiunea dintre Rose și Slash a atins cote maxime atunci când cel din urmă a aflat că Rose l-a angajat de unul singur pe amicul său din copilărie Paul „Huge” Tobias⁠(d), în locul lui Clarke. Deși formația a înregistrat ceva material și în această perioadă, acesta nu avea să mai fie folosit, deoarece, după cum spunea Rose, lipsa de colaborare i-a împiedicat să producă cele mai bune rezultate.
În August 1995, Rose a părăsit legal formația și a format un nou parteneriat sub numele acesteia, pas pe care l-a făcut, după cum declara el, „pentru a recupera Guns, nu pentru a o fura”. S-a afirmat că Rose ar fi cumpărat drepturile depline asupra numelui Guns N' Roses în 1997. Slash, în schimb, a susținut că el și alți colegi de formație au cedat numele înainte de spectacolul din 5 iulie 1993 din Barcelona, când Axl a dat un ultimatum: îi forța pe ceilalți să-i cedeze lui numele formației, altfel nu va cânta. (În 2008, însă, Rose a spus că afirmațiile lui Slash sunt false și că presupusa forțare a mâinii ar fi făcut ca contractul să poată fi ușor contestat pe cale legală.)
Slash a părăsit în cele din urmă Guns N' Roses în octombrie 1996 din cauza diferendelor cu Rose, după ce Matt Sorum a fost concediat în iunie 1997 după un conflict pe tema implicării lui Tobias în formație. Duff McKagan a plecat și el în luna august a acelui an, iar Rose și Dizzy Reed au rămas astfel în formație singurii membri din perioada Use Your Illusion.
Deoarece stabilitatea formației Guns N’ Roses s-a năruit, Rose s-a retras din atenția publică. Formația nu s-a destrămat oficial, cu toate că nu au mai avut vreun turneu sau vreun concert timp de câțiva ani și nu au mai lansat niciun material nou. Rose a continuat să recruteze muzicieni noi pentru a-i înlocui pe membrii care au părăsit trupa sau care au fost concediați. Până la finele anilor 1990, acesta a fost considerat un pustnic, rareori având apariții publice și petrecându-și majoritatea timpului în vila sa din Malibu. În diferite comunicate de presă a fost numit „Howard Hughes al muzicii rock” și „cel mai mare pustnic al muzicii rock”. Se spunea că Rose își petrecea nopțile repetând și compunând alături de diferite compoziții ale formației Guns N’ Roses, lucrând la următorul lor album, Chinese Democracy⁠(d).

### 2001–2011: Turneul de susținere a luiChinese Democracy

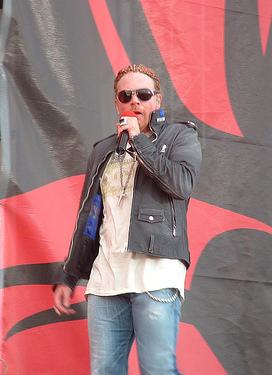
Rose interpretând la Download Festival în 2006

După un spectacol de încălzire în Las Vegas ținut în avans cu câteva săptămâni, Rose a ieșit din nou pe scenă cu Guns N' Roses la Rock in Rio 3⁠(d) pe 14 ianuarie 2001, când a început Turneul Chinese Democracy, care avea să țină un deceniu, deși majoritatea concertelor programate în primii doi ani nu au mai avut loc. O apariție-surpriză la MTV Video Music Awards 2002⁠(d) a fost urmată de un incident întâmplat în noiembrie la General Motors Place⁠(d) din Vancouver după ce Rose nu a mai venit la un concert ce fusese programat. Când angajații arenei au anunțat anularea spectacolului, a izbucnit o răzmeriță soldată cu pagube de 100.000 de dolari. Componența formației a continuat să evolueze, dar colegii lui constanți au fost chitaristul Richard Fortus⁠(d), basistul Tommy Stinson⁠(d), și claviaturiștii Dizzy Reed și Chris Pitman⁠(d).
După ce turneul a fost anulat de promotorul acestuia, Rose s-a retras din nou din activitatea publică. În această perioadă, i s-a alăturat lui Slash și lui Duff McKagan într-un proces intentat casei de discuri Geffen Records în încercarea nereușită de a bloca lansarea albumului-compilație Greatest Hits⁠(d), și a fost actor de voce pentru jocul video Grand Theft Auto: San Andreas din 2004, în rolul DJ-ului de la postul de radio K-DST. Într-unul din rarele interviuri din acea perioadă, acordat în ianuarie 2006, Rose a spus că „lumea o să audă muzică anul ăsta”. Deși Guns N' Roses au făcut multe turnee în 2006 și 2007, în care a apărut ca invitat de câteva ori Izzy Stradlin, Chinese Democracy tot nu s-a materializat. Rose a colaborat cu prietenul său, Sebastian Bach, la albumul Angel Down⁠(d).
La cincisprezece ani după ultimul album, în noiembrie 2008, Guns N' Roses au lansat Chinese Democracy exclusiv prin retailerul de electroncie Best Buy⁠(d). Rose nu a contribuit la promovarea albumului; între octombrie și decembrie, nici nu s-a știut pe unde e, nu răspundea la telefon și nici la alte încercări ale casei lui de discuri de a-l contacta. Într-un interviu ulterior, Rose a spus că simțea că nu primise sprijinul necesar de la Interscope Records. La un an după lansarea albumului, în decembrie 2009, Guns N' Roses a început o altă sesiune de turnee, de doi ani și jumătate, inclusiv o apariție ca headliner la Rock in Rio 4⁠(d).

### 2012–prezent: Hall of Fame și reunirea formației; AC/DC

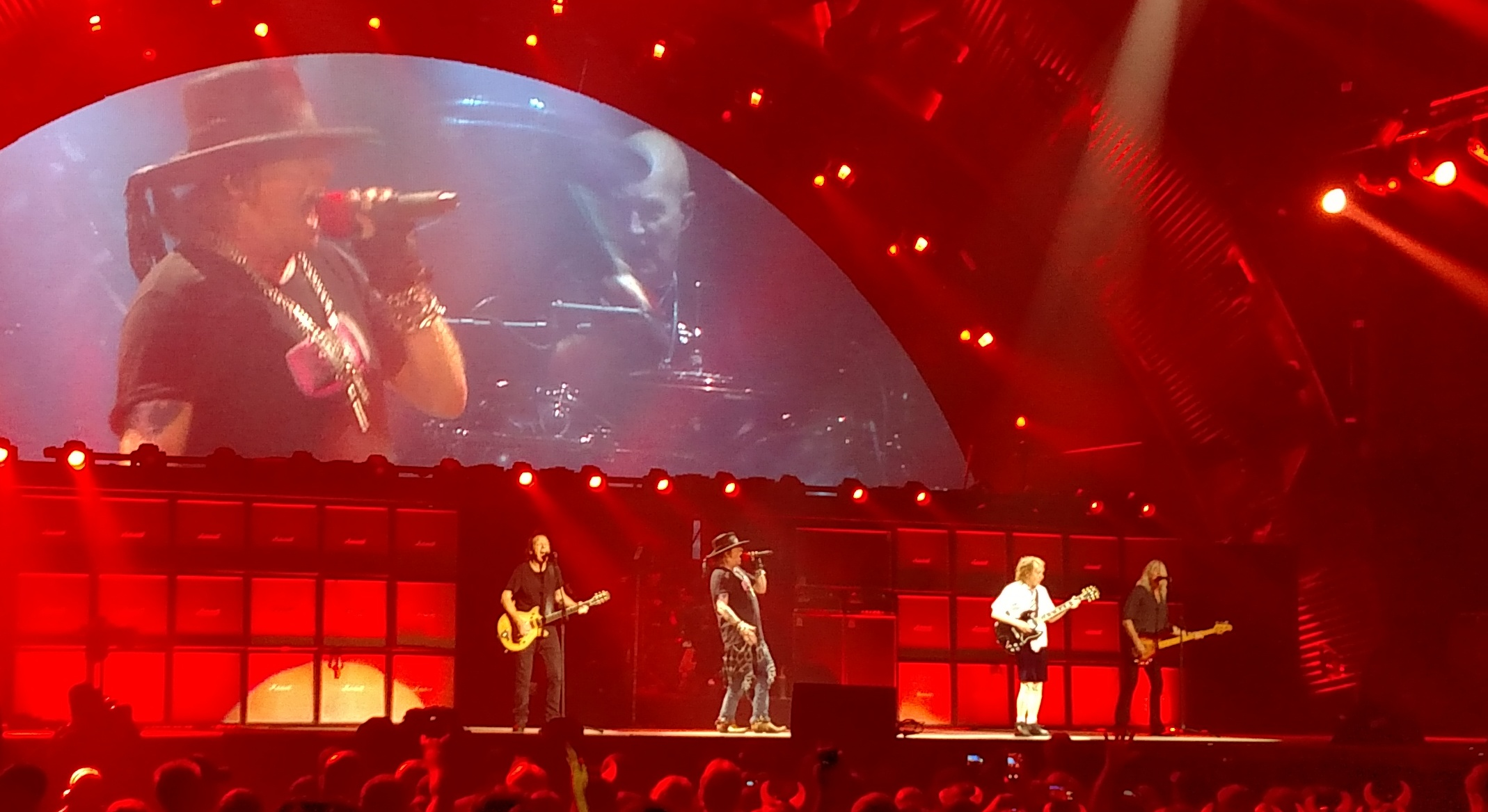
Rose cântând cu AC/DC în 2016

Împreună cu alți membri ai lineupului clasic al lui Guns N' Roses, Rose a fost introdus în Rock and Roll Hall of Fame în 2012, în primul an în care erau eligibili. El nu a fost însă prezent la ceremonia de introducere ținută în aprilie, așa cum anunțase într-o scrisoare deschisă publicată cu trei zile înainte. Rose, care de multă vreme era certat cu mai mulți colegi de formație, a scris că ceremonia „nu pare a fi un loc unde sunt dorit sau măcar respectat”. Ulterior a mers cu formația lui în rezidențele⁠(d) de la The Joint⁠(d) din Las Vegas în 2012 și 2014, ca parte a Turneului Appetite for Democracy Tour⁠(d) care celebra aniversările lui Appetite for Destruction și Chinese Democracy⁠(d). Pe la jumătatea lui 2014, s-a terminat lucrul la noul album al formației, înregistrat concurent cu Chinese Democracy, și la un album de remixuri, și erau gata de lansare, dar nu a apărut niciun material nou.

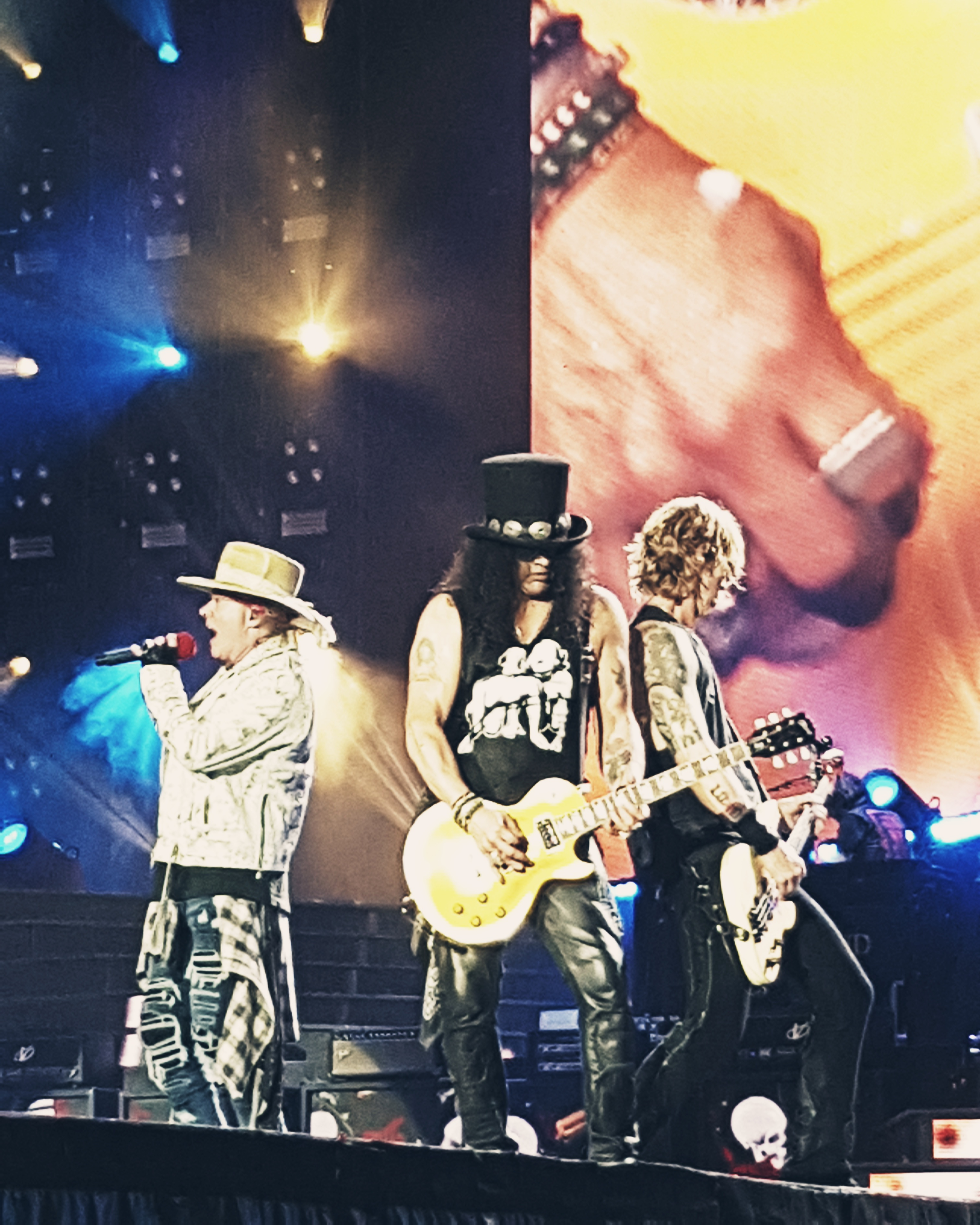
Rose (stânga) alături de Slash (centru) și Duff McKagan (dreapta) cântând cu Guns N' Roses în 2018

Rose și Slash s-au reunit pentru Turneul Not in This Lifetime..., unul dintre cele mai așteptate turnee de reunire din istoria rockului. Alături de Dizzy Reed⁠(d) și de Duff McKagan, care mai apăruse și anterior ca invitat al formației, ei alcătuiau deja două treimi din lineupul din era Use Your Illusion, formația fiind completată cu membrii din perioada Chinese Democracy, Richard Fortus⁠(d) și Frank Ferrer⁠(d), plus noua membră Melissa Reese⁠(d). Rose a apărut pe aceeași scenă cu Slash pentru prima oară în aproape 23 de ani în apariția-surpriză a formației la The Troubadour în aprilie 2016, înaintea concertelor ținute ca headliner la Coachella⁠(d). Turneul a avut un succes masiv, și a devenit al treilea concert din istorie ca încasări⁠(d).

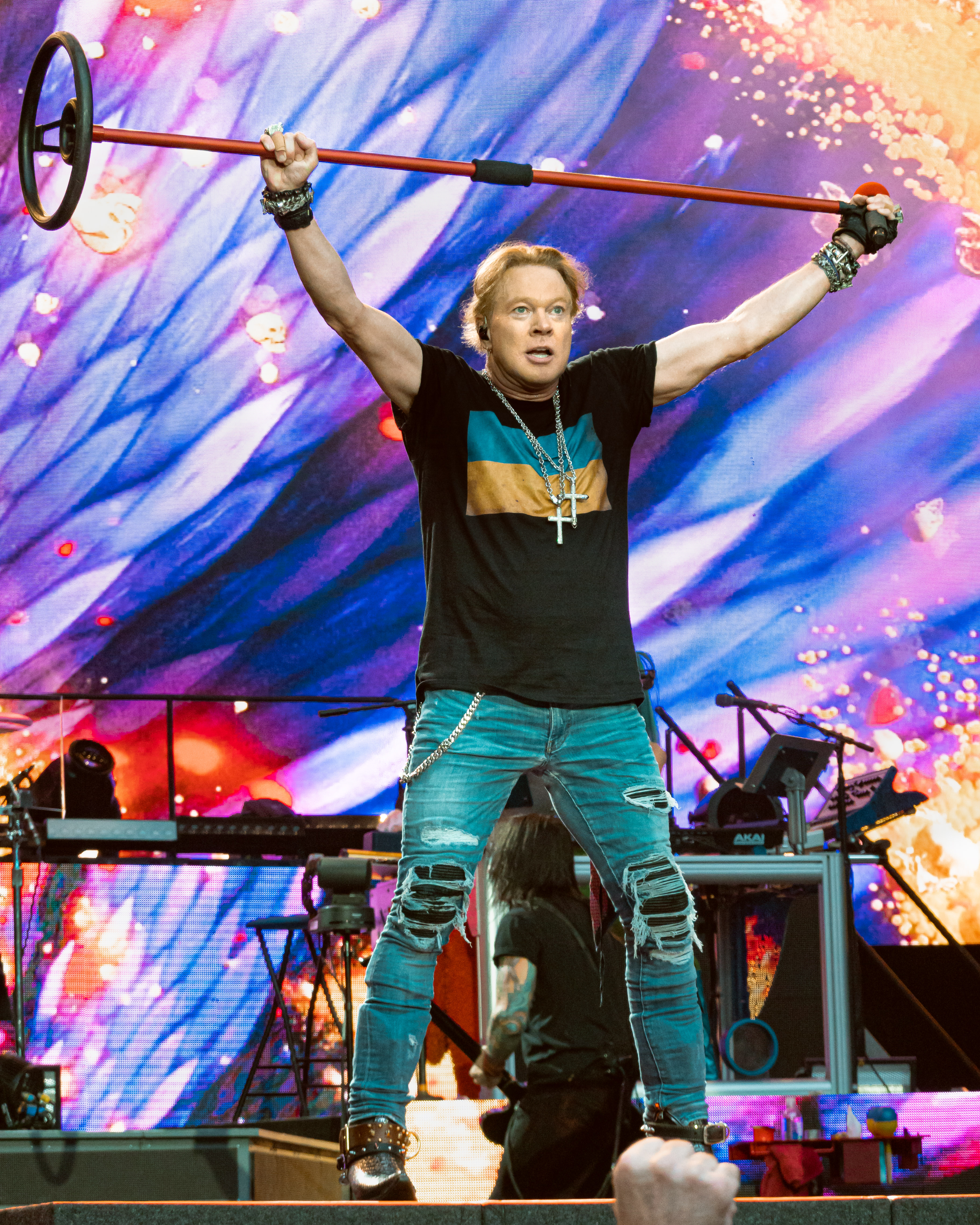
Rose cântând la Londra în 2022.

Pe 16 aprilie 2016, formația australiană de hard rock AC/DC a anunțat că Rose va cânta alături de ei ca vocalist principal în restul Turneului Mondial Rock or Bust⁠(d) al formației, după ce vocalistul titular Brian Johnson a trebuit să renunțe la concerte din cauza problemelor cu auzul. Ulterior s-a scris și că chitaristul Angus Young avea să continue activitatea formației avându-l pe Rose ca vocalist oficial. Aceasta însă nu s-a concretizat; pe 30 septembrie 2020, AC/DC a anunțat oficial întoarcerea lui Brian Johnson, alături de Phil Rudd⁠(d) și Cliff Williams⁠(d) în 2018, și a înregistrat un album, ceea ce a demonstrat că Rose doar venise în ajutorul formației pentru a finaliza turneul și că nu fusese adus ca înlocuitor permanent al lui Johnson.
În 2018, Rose a apărut într-un episod din New Looney Tunes în propriul rol, cântând un cântec original, „Rock the Rock”. În 2021, Rose a apărut din nou în propriul rol, în desenul animat Scooby-Doo and Guess Who?.
Rose și Guns N' Roses au continuat turneele și după Not In This Lifetime..., cu Turneul Guns N' Roses 2020⁠(d). Grupul a lansat în 2021 două single-uri, „Absurd⁠(d)” și „Hard Skool⁠(d)”, primele materiale noi înregistrate după 2008. „Hard Skool” a fost foarte lăudat în comparație cu „Absurd, care fusese înregistrat anterior în 1999.
În 2023, Rose și formația au mai lansat două single-uri, „Perhaps⁠(d)” și „The General”, acesta din urmă cu un videoclip muzical încărcat pe YouTube pe 24 ianuarie. În același an, ei au și cântat live în Indio, California în octombrie.

## Viața personală

### Relații
Prin mijlocul lui 1982, Rose a început să se întâlnească cu prietena sa din Lafayette, Indiana, Gina Siler, alături de care s-a mutat în Los Angeles, California în luna decembrie a aceluiași an. Conform spuselor lui Siler, cuplul a fost logodit „de vreo nouă ori”, înainte de a se despărți la finele lui 1985. În 1991, Siler și-a descris fosta relație ca fiind volatilă, spunând despre anii în care au locuit împreună că au fost ca și cum „ai pune o rachetă nucleară în camera de zi, ai lovi-o cu un ciocan, iar apoi ai aștepta pur și simplu”.
La începutul lui 1986, Rose a început o relație cu modelul Erin Everly, fiica interpretului Don Everly din formația Everly Brothers⁠(d). A scris cântecul „Sweet Child o’ Mine” pentru ea, iar Everly a apărut în videoclipul muzical al piesei. Rose și Everly s-au căsătorit pe 28 aprilie 1990 în Las Vegas. Everly a declarat ulterior că Rose venise cu o zi în urmă la casa ei, având un pistol în mașină, și i-a spus acesteia că se va sinucide dacă nu se căsătorește cu el. Cu mai puțin de o lună în urmă, Rose făcuse prima cerere de divorț. Cuplul s-a reunit mai apoi, iar Everly a rămas însărcinată. A suferit un avort în octombrie 1990, afectându-l intens pe Rose, care dorea să-și întemeieze o familie. Everly l-a părăsit pe Rose în următoarea lună noiembrie; căsnicia lor a fost anulată în ianuarie 1991. După despărțire, se pare că Rose a încercat să o contacteze pe Everly timp de mai mult de un an, trimițându-i acesteia flori, scrisori, și chiar păsări în colivie.
Prin mijlocul lui 1991, Rose a fost implicat într-o relație cu supermodelul Stephanie Seymour⁠(d). În timpul acestei relații, Seymour a apărut în videoclipurile pieselor „Don’t Cry” și „November Rain⁠(d)”. Rose s-a atașat profund de fiul lui Seymour, Dylan, și a încercat să fie un tată bun pentru copil, întrucât nu a avut parte niciodată de unul. Seymour și Rose s-au logodit în februarie 1993, însă s-au despărțit trei luni mai târziu.

### Cazuri de abuz domestic
În august 1993, Rose a dat-o în judecată pe Seymour, declarând că aceasta l-a „lovit cu piciorul și l-a apucat” în timpul unei petreceri de Crăciun la casa lor din Malibu, și că aceasta a refuzat să-i plătească 100.000 de dolari pentru bijuteriile pe care el i le-a dăruit. Seymour i s-a opus în octombrie, susținând că Rose – furios că aceasta a organizat petrecerea, cu toate că el dorea să o anuleze – a lovit-o cu palmele și cu pumnii și a împins-o, cu piciorul, pe scări . Aceasta a recunoscut că i-a apucat testiculele ca o măsură de apărare.
După ce a fost obligat să depună mărturie în timpul cazului Seymour, Everly și-a depus propria acuzație în martie 1994, acuzându-l pe Rose de atacuri fizice și emoționale și de abuz sexual. Everly a declarat că pe parcursul relației lor de patru ani și jumătate, aceasta a suferit în mod regulat bătăi care au avut ca urmare internarea ei la spital. La depunerea mărturiei, aceasta a declarat că Rose – care era un aderent al terapiei regresiei vieții anterioare – credea că ea și Seymour au fost surori într-o altă viață și că acum încearcă să îl omoare. Se pare că Rose afirma că el și Everly au fost amerindieni într-o viață anterioară și că Everly le-a omorât copiii, acesta fiind motivul pentru care el le tratează atât de urât în această viață.
În timpul acestor cazuri, Siler a declarat public și că a fost abuzată, descriindu-l pe Rose ca fiind când „bun și iubitor”, când „violent și irațional”. Rose le-a cerut avocaților să ajungă la o înțelegere pentru o sumă ce depășea 1.000.000 de dolari în cazul Everly. Cazul lui Seymour a continuat pentru o perioadă considerabil de lungă. La un moment dat, Rose a aplicat pentru un ordin de restricție împotriva lui Seymour, după ce a declarat că aceasta a consumat cocaină în casă în prezența fiului ei în vârstă de doi ani. Într-un final cazul a fost încheiat, Rose fiind de acord să îi plătească lui Seymour o sumă de 400.000 de dolari.

### Probleme de sănătate
În timpul ultimilor ani ai adolescenței, un psihiatru a ajuns la concluzia că purtarea de delincvent a lui Rose se datora psihozei. În plus, acesta a observat IQ-ul ridicat al lui Rose. La 26 de ani, Rose a fost diagnosticat cu psihoză maniaco-depresivă. Cu toate că lui Rose i s-a recomandat litiu împotriva acestei tulburări, el a declarat că nu a avut niciun efect și că se poate controla și de unul singur. Într-un interviu ulterior, Rose a contestat în totalitate diagnoza, spunând că „Am mers la o clinică, gândindu-mă că mă va ajuta să mă controlez. Singurul lucru pe care l-am făcut a fost să rezolv un test cu 500 de întrebări – știți voi, să completez punctele acelea negre. Dintr-odată sunt diagnosticat ca fiind maniaco-depresiv. «Să-l punem pe Axl sub îngrijire medicală». Ei bine, îngrijirea nu m-a ajutat să rezolv problema mea cu stresul. Singurul lucru cu care m-a ajutat a fost că a ținut oamenii la distanță de mine, deoarece aceștia credeau că sunt sub îngrijire medicală.”
În contrast cu imaginea depravată a formației Guns N' Roses în perioada ei de glorie, Rose a încetat să consume droguri de orice fel după ce trupa a atins succesul. Totuși, nu a negat faptul că utiliza substanțe ilegale, spunând că „Am o constituție fizică aparte și o concepție despre droguri aparte față de oricine cunosc de la Hollywood, pentru că eu nu mă abțin să produc droguri, însă nici nu îmi permit să fac un obicei. Nu îmi permit asta.” La începutul anilor 1990, Rose a devenit un împătimit al medicinei homeopatice și a început să facă în mod repetat terapii ale regresiei vieții anterioare. Și-a mărturisit amintirile cum că a fost abuzat sexual de tatăl biologic, ceea ce i-a oprit creșterea emoțională la vârsta de doi ani: „Când oamenii zic de Axl Rose că este un copil de doi ani, nu se înșală”.

## Discografie

### Cu Guns N' Roses
- Appetite for Destruction (1987)
- G N' R Lies (1988)
- Use Your Illusion I⁠(d) (1991)
- Use Your Illusion II⁠(d) (1991)
- "The Spaghetti Incident?"⁠(d) (1993)
- Chinese Democracy⁠(d) (2008)

### Cu Hollywood Rose
- The Roots of Guns N' Roses⁠(d) (2004)

### Colaborări
- The Decline of Western Civilization Part II: The Metal Years – Original Motion Picture Soundtrack⁠(d) de diferiți artiști (1988; „Under My Wheels⁠(d)” împreună cu Alice Cooper)
- The End of the Innocence⁠(d) de Don Henley (1989; „I Will Not Go Quietly”)
- Fire and Gasoline⁠(d) de Steve Jones (1989; „I Did U No Wrong”)
- Pawnshop Guitars⁠(d) de Gilby Clarke⁠(d) (1994; „Dead Flowers”)
- Anxious Disease⁠(d) de The Outpatience⁠(d) (1996; „Anxious Disease” împreună cu Slash)
- Angel Down⁠(d) de Sebastian Bach (2007; „Back in the Saddle⁠(d)”, „(Love Is) a Bitchslap”, „Stuck Inside”)

## Filmografie
| Titlu                                     | An   | Rol                            | Note       |
| ----------------------------------------- | ---- | ------------------------------ | ---------- |
| Inspectorul Harry și jocul morții         | 1988 | Muzician la înmormântare       | Necreditat |
| Grand Theft Auto: San Andreas (joc video) | 2004 | DJ Tommy „The Nightmare” Smith | Voce       |